# Grace Henderson
Grace Henderson est une actrice américaine de cinéma, née en janvier 1861 à Ann Harbor (Michigan) et morte à New York le 30 octobre 1944. Elle a commencé une carrière au théâtre. En 1909, elle est recrutée par la Biograph Company pour tourner des films sous la direction de David W. Griffith. Elle participera ensuite à 121 films, entre 1909 et 1919.

## Filmographie partielle
- 1909 : Le Spéculateur en grains (A Corner in Wheat), de D. W. Griffith
- 1912 : The Sands of Dee, de D. W. Griffith
- 1912 : L'Invisible Ennemi (An Unseen Enemy), de D. W. Griffith